# 普羅維登斯 (北卡羅萊納州卡斯韋爾縣)
普羅維登斯（英語：Providence）是位於美國北卡羅萊納州卡斯韋爾縣的非建制地區。

## 歷史
普羅維登斯的郵局自1953年營運至今。

## 地理
普羅維登斯所處的海拔為高於海平面169米（即554英呎），而該地所採用的時區為UTC-5，即北美东部时区（EST）。同時該地設有夏令時間，為UTC-5調快一小時，即UTC-4（EDT）。